# Джонсон, Дарриус
Дарриус Дашон Джонсон (англ. Darrius Dashone Johnson; 17 сентября 1973, Террелл, Техас — 25 февраля 2021, Форт-Уэрт, там же) — профессиональный американский футболист, корнербек и игрок специальных команд. В НФЛ выступал в составах клубов «Денвер Бронкос» и «Канзас-Сити Чифс». Двукратный победитель Супербоула. На студенческом уровне играл за команду Оклахомского университета. На драфте НФЛ 1996 года был выбран в четвёртом раунде.

## Биография
Дарриус Джонсон родился 17 сентября 1973 года в Террелле в штате Техас. Там же он окончил старшую школу. В 1991 году поступил в Оклахомский университет. В течение трёх сезонов, с 1993 по 1995 год, был основным специалистом по возвратам в составе «Оклахомы Сунерс». В 1994 году вошёл в символическую сборную звёзд конференции Big Eight.
На драфте НФЛ 1996 года Джонсон был выбран в четвёртом раунде под общим 122 номером. С 1996 по 1999 год выступал в составе клуба «Денвер Бронкос», играя на позиции корнербека и в специальных командах. Провёл 61 матч в регулярном чемпионате, дважды становился победителем Супербоула. В сезоне 1998 года сделал два перехвата в плей-офф, в том числе один в XXXIII. В 2003 году подписал контракт с «Канзас-Сити Чифс», сыграл за клуб в двух матчах.
Дарриус Джонсон скончался 25 февраля 2021 года в возрасте 47 лет.